# Membranofoon
Een membranofoon is een muziekinstrument waarbij het geluid wordt geproduceerd door een gespannen vel (membraan) in trilling te brengen. Membranofonen vormen een van de vier oorspronkelijke groepen in de classificatie van muziekinstrumenten door Sachs-Hornbostel.
De trilling kan worden veroorzaakt door:
- geslagen membranofonen (21); trommels, waarop wordt geslagen met een stok of met de hand
  - direct geslagen (211); diverse typen trommen; dit is veruit de grootste groep
  - indirect geslagen (212);
- geplukte membranofonen (22); het geluid van het trommelvel wordt veroorzaakt door een snaar die tegen het vel klettert
- gewreven membranofonen (23); geluid veroorzaakt door wrijven of strijken, zoals op een foekepot
- geblazen membranofonen (24); zingen of blazen op mirlitons, zoals de kazoo
- niet geclassificeerde membranofonen (25)

Chladni-patronen op een vierkante plaat.

De trillingspatronen in een membraan zijn Chladni-patronen